# Las Essentas
Las Essentas (en francès Les Esseintes) és un municipi francès situat al departament de la Gironda i a la regió de la Nova Aquitània.

## Demografia
| 1962                                       | 1968 | 1975 | 1982 | 1990 | 1999 | 2007 |
| ------------------------------------------ | ---- | ---- | ---- | ---- | ---- | ---- |
| 227                                        | 234  | 201  | 174  | 194  | 218  | 284  |
| Des de 1962: població sense dobles comptes |      |      |      |      |      |      |

## Administració
| Període   | Identitat         | Partit |
| --------- | ----------------- | ------ |
| 1977-1983 | Yvan Lacaze       |        |
| 1983-1995 | André Darcos      |        |
| 1995-2008 | Yannick Descos    |        |
| 2008-     | Xavier Capdeville |        |